# Tour de poitrine
Le tour de poitrine ou tour de dos est une mesure anatomique exprimée en centimètres.

## Médecine
En médecine et chez la femme, on appelle « tour de poitrine » la mesure du thorax au niveau des seins, en passant par l'aréole : donc avec le sein, sans le mamelon.

## Habillement
La taille de soutien-gorge et de brassière dépend du tour de poitrine et du bonnet.